# Paola Tedesco
Paola Tedesco est une actrice et chanteuse italienne née le 28 mars 1952 à Rome.

## Biographie
Née à Rome, elle est la fille de l'acteur Sergio Tedesco. Elle est choisie par Pier Paolo Pasolini pour jouer le rôle de Salomé dans L'Évangile selon saint Matthieu. Après quelques rôles mineurs, elle obtient le rôle principal dans Lady Barbara de Mario Amendola. Elle apparaît aussi dans des séries télévisées, des téléfilms et des émissions de variété.
D'une beauté austère, rehaussée par sa rhinoplastie, dotée d'un physique sculptural, elle pose nue en 1976 pour les éditions italiennes de Playboy et Playmen, allant même jusqu'à se montrer dans des poses « osées » sur grand écran.

## Filmographie partielle
- 1964 : L'Évangile selon saint Matthieu de Pier Paolo Pasolini : Salomé
- 1968 : Roméo et Juliette de Franco Zeffirelli
- 1970 : L'Homme orchestre de Serge Korber : la sicilienne
- 1970 : Lady Barbara de Mario Amendola: Barbara
- 1971 : I due assi del guantone : Marisa
- 1972 : Le Nouveau Boss de la mafia : Monica
- 1973 : Avril rouge
- 1973 : Les Amazones, filles pour l'amour et pour la guerre (Le Amazzoni - Donne d'amore e di guerra) : Valeria
- 1975 : L'Accusé (La Polizia accusa : il servizio segreto uccide) de Sergio Martino
- 1975 : Il sogno di Zorro : Zaira
- 1976 : Le seminariste : Gertrude
- 1977 : Nerone : Licia
- 1979 : Les Vierges damnées (Un'ombra nell'ombra) de Pier Carpi : L'avocate
- 1980 : Je hais les blondes : Teresa

## Doublage
- 1998 : Le Roi lion 2 : L'Honneur de la tribu : Zira (en version italienne)